# Лука (Сребреница)
Лука је насељено мјесто у општини Сребреница, Република Српска, БиХ. Према прелиминарним подацима пописа становништва 2013. године, у насељу је живјело 162 становника.

## Становништво
По посљедњем службеном попису из 1991. године, насељено мјесто Лука имало је 599 становника.
| Националност       | 1991.        | 1981.        | 1971. |
| Муслимани          | 591 (98,66%) | 652 (98,64%) |       |
| Срби               | 0            | 1 (0,15%)    |       |
| Југословени        | 0            | 1 (0,15%)    |       |
| остали и непознато | 8 (1,34%)    | 7 (1,05%)    |       |
| Укупно             | 599          | 661          | '     |

1. ↑  Муслимани се данас изјашњавају као Бошњаци.

| Демографија | Демографија | Демографија |
| Година      | Становника  | Становника  |
| ----------- | ----------- | ----------- |
| 1948.       | 479         |             |
| 1953.       | 554         |             |
| 1961.       | 570         |             |
| 1971.       | 631         |             |
| 1981.       | 661         |             |
| 1991.       | 599         |             |
| 2013.       | 162         |             |